# CGC Viareggio 2019-2020
Questa voce raccoglie le informazioni riguardanti del CGC Viareggio nelle competizioni ufficiali della stagione 2019-2020.

## Stagione
Quarantesima stagione di massima serie, A1. Tutti i tornei furono interrotti e annullati a causa della pandemia di COVID-19.

## Maglie e sponsor
Lo sponsor ufficiale per la stagione 2019-2020 fu ElettroImpianti GF.
| 1ª divisa | 2ª divisa |

## Organigramma societario
- Presidente: Alessandro Palagi
- Vicepresidente: Massimo Barozzi
- Consiglieri: Renzo Pardini
- Direttore sportivo:
- Segretaria:
- Addetto stampa:

## Organico

### Giocatori
Dati tratti dal sito internet ufficiale della Federazione Italiana Sport Rotellistici.
| N° | Naz.                 | Ruolo    | Sportivo           |  |  |  |
| -- | -------------------- | -------- | ------------------ |  |  |  |
| 1  | Italia (bandiera)    | Portiere | Emiliano Torre     |  |  |  |
| 7  | Argentina (bandiera) | Esterno  | Fernando Montigel  |  |  |  |
| 9  | Italia (bandiera)    | Esterno  | Samuele Muglia     |  |  |  |
| 10 | Italia (bandiera)    | Portiere | Leonardo Barozzi   |  |  |  |
| 11 | Italia (bandiera)    | Esterno  | Romeo D'Anna       |  |  |  |
| 26 | Italia (bandiera)    | Esterno  | Elia Cinquini      |  |  |  |
| 29 | Spagna (bandiera)    | Esterno  | Josep Selva        |  |  |  |
| 77 | Italia (bandiera)    | Esterno  | Liam Rosi          |  |  |  |
| 79 | Italia (bandiera)    | Esterno  | Matteo Cardella    |  |  |  |
| 99 | Italia (bandiera)    | Esterno  | Niccolò Puccinelli |  |  |  |

### Staff tecnico
- 1º Allenatore:  Francesco Dolce
- 2º Allenatore: n.a.
- Meccanico:  Guido Batori